# José Miguel Gaona
José Miguel Gaona Cartolano (Bruselas, Bélgica, 1957) es un médico con formación en psiquiatría forense y escritor español. Especializado en neurología y psicología infantil y adolescente, es miembro de la Asociación Europea de Psiquiatría y la Academia de Ciencias de Nueva York, además de uno de los psiquiatras forenses más reconocidos en España y conferenciante con una larga carrera en programas de televisión. Fundó en 2006 la revista Educar bien y presenta desde 2020 el programa de La Reunión Secreta en Youtube.
Es actual director del Instituto Puerta de Alcalá y su división Neurosalus (dedicado a tratamiento de depresiones y adicciones), así como de MAGTRA (Estimulación Magnética Transcraneal de última generación).

## Biografía
Gaona nació de padres españoles en Bruselas, habiendo su familia abandonado España por la persecución del franquismo con ayuda del maquis, con el que su abuelo poseía relaciones tras su carrera como capitán de la Segunda República. Vivieron varios años en Chile, donde su familia, emparentada con el general Javier Palacios, se relacionó con el poeta Pablo Neruda, el periodista Augusto Olivares y los sucesivos dirigentes Salvador Allende y Augusto Pinochet. Gaona poseyó un pasaporte oficial de apátrida hasta los 12 años, cuando les fue posible regresar a España.
A su retorno al país, Gaona se licenció con grado de "sobresaliente" en Medicina por la Universidad de Córdoba, realizando su trabajo de fin de carrera bajo la tutela del famoso neurólogo y psiquiatra Carlos Castilla del Pino. Posteriormente añadió un doctorado en psiquiatría cum laude y un máster en psicología médica en la Universidad Complutense de Madrid, y más tarde estudió también teología por la Universidad de Navarra, ocupación llevada por su interés en el campo de la neuroteología. A esto se sumó una especialidad especialista en técnicas no invasivas de estimulación cerebral por la Universidad de Harvard. En su carrera como médico ejerció cirugía cardiovascular en la Universidad de Gotinga de Alemania, así como salud mental en la ONG Médicos del Mundo durante la guerra de Bosnia y el genocidio de Ruanda, además de varias universidades en España y Estados Unidos.
Tuvo en su haber la introducción de las primeras pruebas de VIH en España en 1985 con ayuda del premio Nobel de Medicina Luc Montagnier, abriendo también el primer centro destinado a su diagnóstico analítico, que llegó a ser clausurado por la Policía Municipal después de un conflicto con las autoridades sanitarias por el control del número de casos por parte de estas últimas.
Gaona comenzó su faceta de divulgador a mediados de la década de 2000, convirtiéndose en participante habitual de los espacios periodísticos de Iker Jiménez, como Milenio 3 en Cadena SER y Cuarto Milenio en Cuatro, y de Ana Rosa Quintana. En 2006, siguiendo con la publicación de su libro de psicología educativa Ser adolescente no es fácil, fundó la revista Educar bien con la colaboración de especialistas como Amando de Miguel, Javier Urra y Pedro Núñez Morgades.
Especialmente relevantes han sido sus estudios neurológicos y psicológicos en campos tradicionalmente englobados en la parapsicología, como las experiencias cercanas a la muerte, que constituyeron el tema de su libro de 2012 Al otro lado del túnel, prologado por el estudioso del ámbito Raymond Moody, y el aspecto psiquiátrico de las posesiones demoníacas, para el que formó parte de cursos oficiales de la Iglesia católica en el Vaticano. Su trabajo con las ECM desembocó también en una estrecha colaboración con el psicólogo cognitivo Michael Persinger, creador del llamado Casco de Dios, y Bruce Greyson.
Por su experiencia en el campo de la mente y el cerebro, ha intervenido en el aspecto judicial de numerosos crímenes mediáticos en España, entre ellos los casos de José Bretón y Patrick Nogueira, y en el asesoramiento psicológico de desastres como la erupción volcánica de La Palma de 2021.
En febrero de 2020, por su peso en medicina y conexiones internacionales, Gaona formó parte de los expertos citados en los mediáticos episodios de Cuarto Milenio que predijeron el impacto de la pandemia de COVID-19 en España. El mismo mes, ante la parada de las emisiones del programa a causa del virus, Gaona fundó su propio pódcast, La Reunión Secreta. Durante el resto de la pandemia, el psiquiatra se mostraría fuertemente crítico con la gestión del gobierno de España, en especial del director de Centro de Coordinación de Alertas y Emergencias Sanitarias, Fernando Simón, cuyo proceder tildaría de "despreciable".
En 2022 publicó su primera novela, Furor Domini, ambientada en una España en ruinas asediada por un estado islámico catalán.
Además de su carrera en la ciencia, Gaona fue nombrado en 2021 pregonero de las fiestas de San Antolín de Medina del Campo, donde posee ascendencia.

## Premios

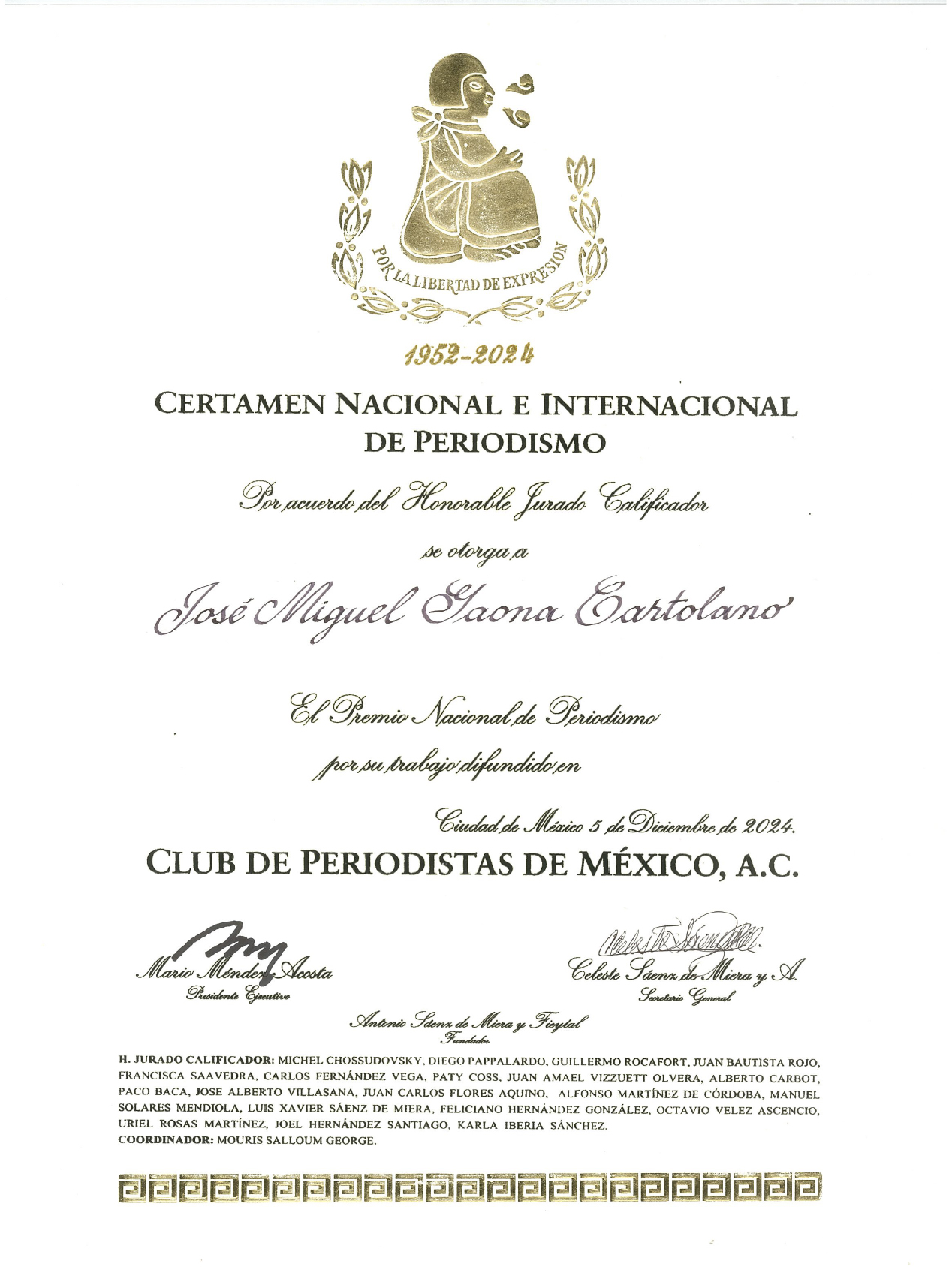
Premio Nacional de Periodismo 2024 otorgado por el Club de Periodistas de México.

- Premio Jóvenes Investigadores de la Comunidad de Madrid
- Cruz de Plata de la Orden de los Caballeros Custodios de Calatrava la Vieja (2021)[15]
- Medalla al Mérito Profesional y Académico por parte del Instituto Internacional de Criminalística Aplicada (Inica, 2021)[16]
- Gran Cruz a la Solidaridad COVID-19, concedida por la Asociación Histórica de la Guardia Civil, en reconocimiento a su compromiso durante la pandemia con el trabajo de difusión realizado a través de los programas de La Reunión Secreta en Youtube, junto a Joan Miquel MJ y Carlitos Martínez.
- Premio Nacional de Periodismo 2024 otorgado por el Club de Periodistas de México.[17]

## Actividad mediática

### Televisión
- Día a día (2004) - Telecinco
- Desde Dentro (2004) - Telemadrid
- Cuarto Milenio (2005-presente) - Cuatro
- El programa de Ana Rosa (2005-presente) - Telecinco
- Enfoque (2005) - La 2
- 360 grados (2007) - EITB
- Para todos La 2 (2012) - La 2
- El gran debate (2009-2011) - Telecinco
- Espacio en blanco (2010-2012) - La 2
- Abre los ojos y mira (2013) - Telecinco
- Al otro lado (2013) - Telecinco
- La observadora (2015) - La 2
- Caso Cerrado (2019) - Telemundo
- Horizonte (2020-presente) - Cuatro
- Código 10 (2023-presente) - Cuatro

### Radio
- Milenio 3 - (2005) - Cadena SER
- Herrera en la onda (2012-2015) - Onda Cero
- La rosa de los vientos (2012) - Onda Cero
- Fin de Semana (2020-presente) - COPE

### Internet
- La Reunión Secreta (2020-presente) - Ivoox y YouTube
- La Estirpe de los Libres (2020) - Ivoox y YouTube